# Lockbetet (film, 1995)
Lockbetet (franska: L'Appât) är en fransk kriminalfilm från 1995 i regi av Bertrand Tavernier.
Filmen är baserad på Morgan Sportès roman L'Appât.

## Utmärkelser
Lockbetet vann Guldbjörnen för bästa film vid filmfestivalen i Berlin 1995.

## Rollista i urval
- Marie Gillain - Nathalie
- Olivier Sitruk - Eric
- Bruno Putzulu - Bruno
- Richard Berry - Alain
- Clothilde Courau - Patricia
- Christophe Odent – Laurent
- Jean-Louis Richard - restaurangägaren
- Jeanne Goupil - Nathalies mor
- Jean-Paul Comart - Michel